# أندرياس بولسين
أندرياس بولسين (بالدنماركية: Andreas Poulsen)‏ (13 أكتوبر 1999 في الدنمارك - ) هو لاعب كرة قدم دانمركي في مركز الظهير. لعب مع نادي ميتييلاند.

## وصلات خارجية
- أندرياس بولسين على موقع الاتحاد الأوربي (الإنجليزية)
- أندرياس بولسين على موقع قاعدة بيانات كرة القدم.إي يو (الإنجليزية)
- أندرياس بولسين على موقع ليكيب (الفرنسية)
- أندرياس بولسين على موقع Soccerway.com (الإنجليزية)
- أندرياس بولسين على موقع عالم كرة القدم.نت (الإنجليزية)